# Donggaodi
Das Straßenviertel Donggaodi (chinesisch 東高地街道 / 东高地街道, Pinyin Dōnggāodì Jiēdào) liegt im Osten des Pekinger Stadtbezirks Fengtai. Donggaodi besitzt eine Fläche von 3,479 km², Ende 2010 lebten dort 44.912 Menschen.

## Geschichte
Das Gebiet des heutigen Straßenviertels gehörte ursprünglich zum Südlichen Hirschgarten, einem Jagdgehege der chinesischen Kaiser. Der Name – „Östliche Erhebung“ – leitet sich von der etwas erhöhten Lage im Vergleich zum Rest des Geländes mit seinen drei Seen ab. Ab der Yuan-Dynastie (1279–1368) gehörte Donggaodi zum Kreis Daxing (大兴县, nicht zu verwechseln mit dem heutigen Stadtbezirk Daxing), es bestand aus den vier Dörfern Wuliangzhuang (无粮庄), Wanyuanzhuang (万源庄), Beihouzhuang (北后庄) und Xiaojishan (小集善).
1873 ließ der junge Kaiser Aisin Gioro Zaichun dort eine Kaserne für die Musketiere der Palastwache bauen, wo 14.000 Mann stationiert waren. Die Namen der Einwohnergemeinschaften Dongyingfang („Ostkaserne“) und Liuyingmen („Kasernentor 6“) erinnern heute noch an diese Zeit. Im Herbst 1910, ein Jahr vor dem Sturz der Qing-Dynastie, wurde auf dem zur Kaserne gehörenden Truppenübungsplatz eine Flugzeugfabrik gebaut, seit dem 30. März 1949 bekannt als „11. Luftfahrt-Reparaturfabrik“ (航空第十一修理工厂). Als am 7. August 1952 das „Zweite Ministerium für Maschinenbauindustrie“ (第二机械工业部) gegründet wurde, das damals für Infanteriewaffen, Panzer und Flugzeuge zuständig war, wurde die Fabrik diesem Ministerium unterstellt. Gemäß der damaligen Nomenklatur wurde der Name daher in „Fabrik 211“ (二一一厂) geändert, also „2. Ministerium, 11. Fabrik“. 
Gleich nach der Übernahme durch das Ministerium begann die Fabrik 211, auf dem Gebiet des Dorfes Wuliangzhuang Werkswohnungen zu bauen. 1958 wurde Donggaodi, das bis dahin dem Stadtbezirk Nanyuan  (南苑区) unterstand, im Zuge einer Verwaltungsreform dem Stadtbezirk Fengtai zugeteilt.
Auf dem Gelände der Flugzeugfabrik war am 16. November 1957 das 1. Zweiginstitut des 5. Forschungsinstituts des Verteidigungsministeriums angesiedelt worden, das sich mit der Entwicklung von Trägerraketen für Kernwaffen befasste und schließlich zur Chinesischen Akademie für Trägerraketentechnologie wurde.
Heute werden dort zwar immer noch Interkontinentalraketen hergestellt, primär befasst sich die Firma jedoch mit Entwicklung und Bau ziviler Trägerraketen vom Typ Langer Marsch, seit 2016 auch mit der Entwicklung des chinesischen Raumgleiters. Die Fabrik 211 wurde mittlerweile als Tochterunternehmen ausgegliedert und firmiert nun als „Hauptstädtische Raumflugkörper GmbH“.

## Administrative Gliederung
Das Straßenviertel Donggaodi setzt sich aus zehn  Einwohnergemeinschaften zusammen. Diese sind:
- Einwohnergemeinschaft Donggaodi (东高地社区), Regierungssitz des Straßenviertels;
- Einwohnergemeinschaft Dongyingfang (东营房社区);
- Einwohnergemeinschaft Liuyingmen (六营门社区);
- Einwohnergemeinschaft Meiyuan (梅源社区);
- Einwohnergemeinschaft Sanjiaodi 1 (三角地第一社区);
- Einwohnergemeinschaft Sanjiaodi 2 (三角地第二社区);
- Einwohnergemeinschaft Wanyuan Dongli (万源东里社区);
- Einwohnergemeinschaft Wanyuan Nanli (万源南里社区);
- Einwohnergemeinschaft Wanyuan Xili (万源西里社区);
- Einwohnergemeinschaft Xiwadi (西洼地社区).

## Chinesisches Raumfahrtmuseum

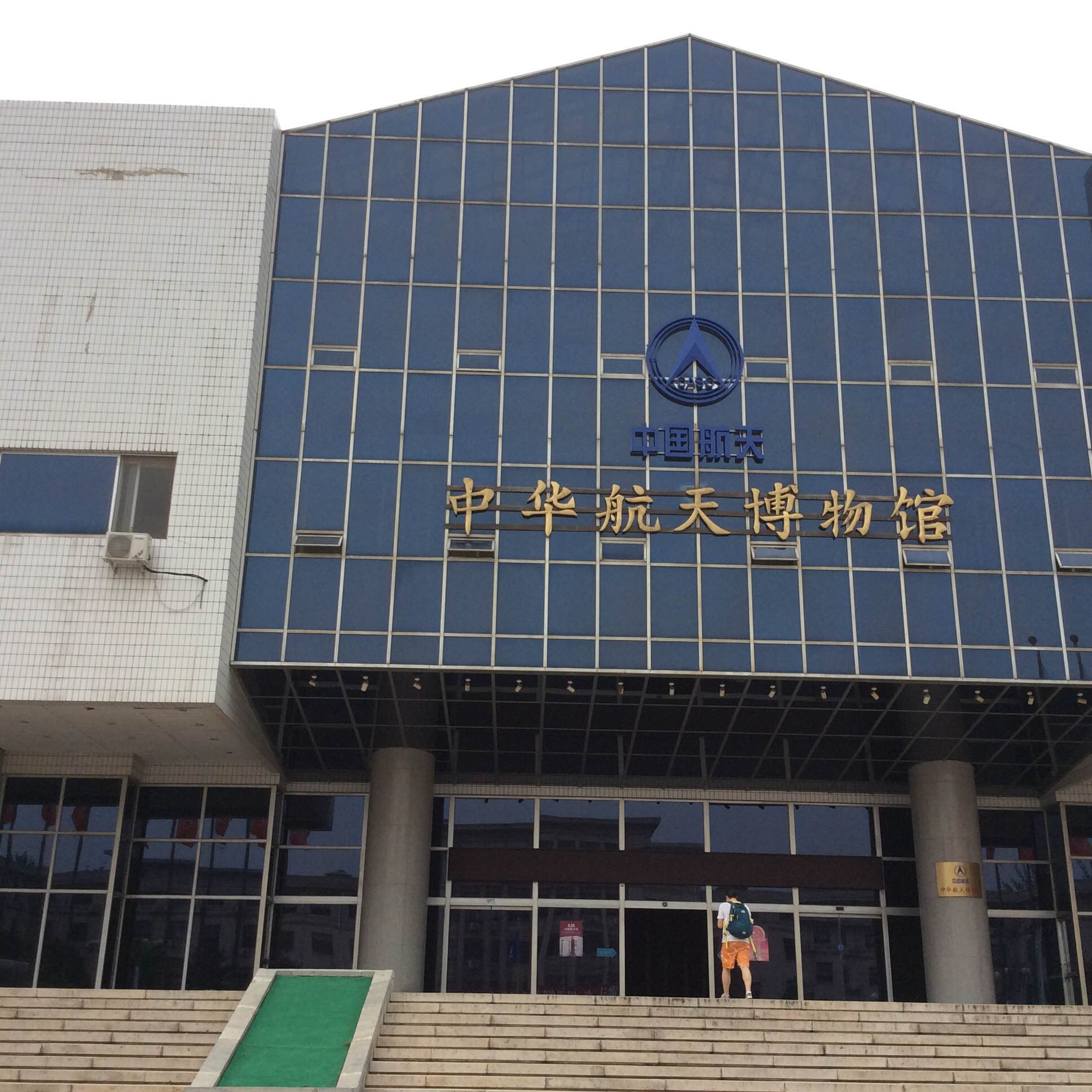
Chinesisches Raumfahrtmuseum 2016

Am 11. Oktober 1992, drei Wochen nach dem Start des bemannten Raumfahrtprogramms der Volksrepublik China, eröffnete die China Aerospace Science and Technology Corporation (der Mutterkonzern der Chinesischen Akademie für Trägerraketentechnologie) in der Dahongmen-Str. 1 das Chinesische Raumfahrtmuseum (中华航天博物馆, seit 2020 中国航天博物馆), mit einer Ausstellungsfläche von mehr als 10.000 m² das größte Raumfahrtmuseum Asiens. Das Museum war zunächst ein reines Firmenmuseum, seit dem 30. August 1993 ist es auch für die Öffentlichkeit zugänglich.
Dort sind unter anderem das Reserveexemplar von Chinas erstem Satelliten Dong Fang Hong I, die Wiedereintrittskapsel eines frühen Rückkehrsatelliten, die Landekapsel des Raumschiffs Shenzhou 4 mit ihrem Fallschirm sowie zahlreiche YF-Raketentriebwerke und Modelle von Raketen der Langer-Marsch-Serie ausgestellt.
Außerdem organisiert das Museum in Zusammenarbeit mit der Volksbefreiungsarmee Wanderausstellungen, mit denen der Raumfahrtgeist im Volk verbreitet und die Militärisch-Industrielle Kultur (军工文化) propagiert werden soll.